# Синдром Санфилиппо
Синдро́м Санфили́ппо (Мукополисахаридо́з III ти́па, англ. MPS-III) — группа клинически сходных редких наследственных заболеваний, относящихся к лизосомным болезням накопления. Заболевания связаны с дефицитом того или иного фермента, в результате чего в лизосомах накапливается один тип гликозаминогликанов — гепарансульфат. Нарушения, в соответствии с дефектом гена (дефицитом того или иного фермента), разделяют на четыре формы. Синдром описан в 1963 году американским учёным-педиатром Сильве́стром Санфили́ппо (англ. Sylvester Sanfilippo) с соавторами. Пациенты с синдромом Санфилиппо обычно доживают лишь до юности или 1-го периода зрелости (в зависимости от варианта синдрома).

## Эпидемиология
Распространённость синдрома Санфилиппо в разных странах мира весьма вариабельна: примерно от 1 на 280 000 родившихся в Северной Ирландии до 1 на 66 000 в Австралии и 1 на 50 000 в Нидерландах.
Исследование, проведенное австралийскими учёными показало следующее соотношение для каждого подтипа синдрома Санфилиппо (мукополисахаридоза III типа, MPS-III):
| Вариант синдрома Санфилиппо                   | Приблизительная частота заболевания | Процент от всех случаев MPS-III |
| --------------------------------------------- | ----------------------------------- | ------------------------------- |
| Синдром Санфилиппо A (мукополисахаридоз IIIA) | 1 на 100 000                        | 60 %                            |
| Синдром Санфилиппо B (мукополисахаридоз IIIB) | 1 на 200 000                        | 30 %                            |
| Синдром Санфилиппо C (мукополисахаридоз IIIC) | 1 на 1 500 000                      | 4 %                             |
| Синдром Санфилиппо D (мукополисахаридоз IIID) | 1 на 1 000 000                      | 6 %                             |

## Наследование
Данная группа заболеваний наследуется, как и подавляющее большинство лизосомных болезней накопления, по аутосомно-рецессивному типу наследования. Таким образом, с одинаковой частотой встречается как у мужчин, так и у женщин.
Аутосомно-рецессивный тип наследования на практике означает, что дефектный ген расположен на одной из двух гомологичных аутосом. Заболевание клинически манифестирует только в случае, когда обе аутосомы, полученные по одной от отца и матери, являются дефектными по данному гену. Как и во всех случаях аутосомно-рецессивного наследования, если оба родителя несут дефектный ген, то вероятность наследования болезни у потомства составляет 1 из 4. На схеме синим цветом обозначены здоровые, фиолетовым — носители дефектного гена, красным — синдром Санфилиппо (два дефектных аллеля одного гена). Синим кружочком помечен нормальный аллель, красным — дефектный.

## Классификация
В связи с тем, что при различных подтипах мукополисахаридоза III типа наблюдается сходная клиническая картина и накапливается одно и то же вещество (гепарансульфат), их классифицируют в соответствии с ферментом, дефицит которого является причиной накопления гепарансульфата. 
| Подтипы мукополисахаридоза III типа:         | Подтипы мукополисахаридоза III типа: | Подтипы мукополисахаридоза III типа:           | Подтипы мукополисахаридоза III типа: |
| -------------------------------------------- | ------------------------------------ | ---------------------------------------------- | ------------------------------------ |
| Болезнь                                      | Хромосома (ген)                      | Дефицитный фермент                             | Накапливающийся субстрат             |
| Синдром Санфилиппо A, мукополисахаридоз IIIA | 17q25.3                              | Гепаран-N-сульфатаза (сульфамидаза)            | Гепарансульфат                       |
| Синдром Санфилиппо B, мукополисахаридоз IIIB | 17q21                                | N-Ацетил-α-глюкозаминидаза                     | Гепарансульфат                       |
| Синдром Санфилиппо C, мукополисахаридоз IIIC | 8p11.1                               | Ацетил-КоА: α-глюкозаминид-N-ацетилтрансфераза | Гепарансульфат                       |
| Синдром Санфилиппо D, мукополисахаридоз IIID | 12q14                                | N-Ацетилглюкозамин-6-сульфатсульфатаза         | Гепарансульфат                       |